# Albrecht zu Dohna-Schlodien
Albrecht Leopold Wilhelm Burggraf und Graf zu Dohna-Schlodien (* 29. April 1764 in Polkwitz; † 30. Dezember 1813 in Schweidnitz) war ein preußischer Oberstleutnant und Ritter des Ordens Pour le Mérite.

## Leben

### Herkunft
Albrecht zu Dohna entstammte einer ursprünglich reichsunmittelbaren edelfreien Adelsfamilie, die, in zahlreiche Linien aufgeteilt, noch heute existiert. Er selbst gehörte zum schlesischen Ast der Linie Dohna-Schlodien und war ein Sohn des Wilhelm Christoph Gottlob zu Dohna (1724–1787) auf Mallwitz und Kotzenau und dessen Ehefrau Friederike, geborene Gräfin von Reichenbach (1740–1814). Sein Großvater war der preußische Generalleutnant Wilhelm Alexander von Dohna-Schlodien (1695–1749).

### Militärlaufbahn
Wie bei Zweitgeborenen üblich, wählte Dohna den Soldatenberuf. Er wurde Infanterieoffizier und stand bei Ausbruch des Ersten Koalitionskrieges als Premierleutnant im Regiment Köthen zu Fuß und war im Juni 1793 als Erster Adjutant des Generalleutnants von Knobelsdorf tätig. Dieser wandte sich am 21. Juni 1793 aus dem Lager zu Cysoing an König Friedrich Wilhelm II. mit der Bitte, Albrecht zu Dohna den Orden Pour le Mérite zu verleihen. ....Ich wage es, ...allerunterthänigst zu bitten, denselben (Orden) meinem Ersten Adjutanten, dem Grafen zu Dohna, Allerhuldreichst zu ertheilen, da dieser Offizier während des Feldzuges durchgängig einen unermüdlichen Eifer, eine ruhmwürdige Thätigkeit und die zweckmäßigste Applikation .... bewiesen hat und sich bei mehreren Kriegsvorfällen durch persönliche Bravour und militairische Einsichten vortheilhaft auszeichnete.... Der König reagierte prompt: Schon am 26. Juni 1793 verlieh er Albrecht zu Dohna mit Allerhöchster Kabinettsorder den Orden. ... Ich bewillige nach Euern Antrage vom 21. d., daß Ihr Euern Adjutanten, den Grafen zu Dohna mit demjenigen Orden p.l.m. dekorieren könnt...
Dohna stieg zum Oberstleutnant und Kommandanten der Festung Schweidnitz. Dort ist er am 30. Dezember 1813 gestorben.

### Familie
Albrecht zu Dohna war zweimal verheiratet. Während die erste Ehe mit Helene Eckenberg kinderlos blieb, hatte er mit seiner zweiten Frau Elise von Beneckendorf fünf Töchter.